# Urraca av León och Kastilien

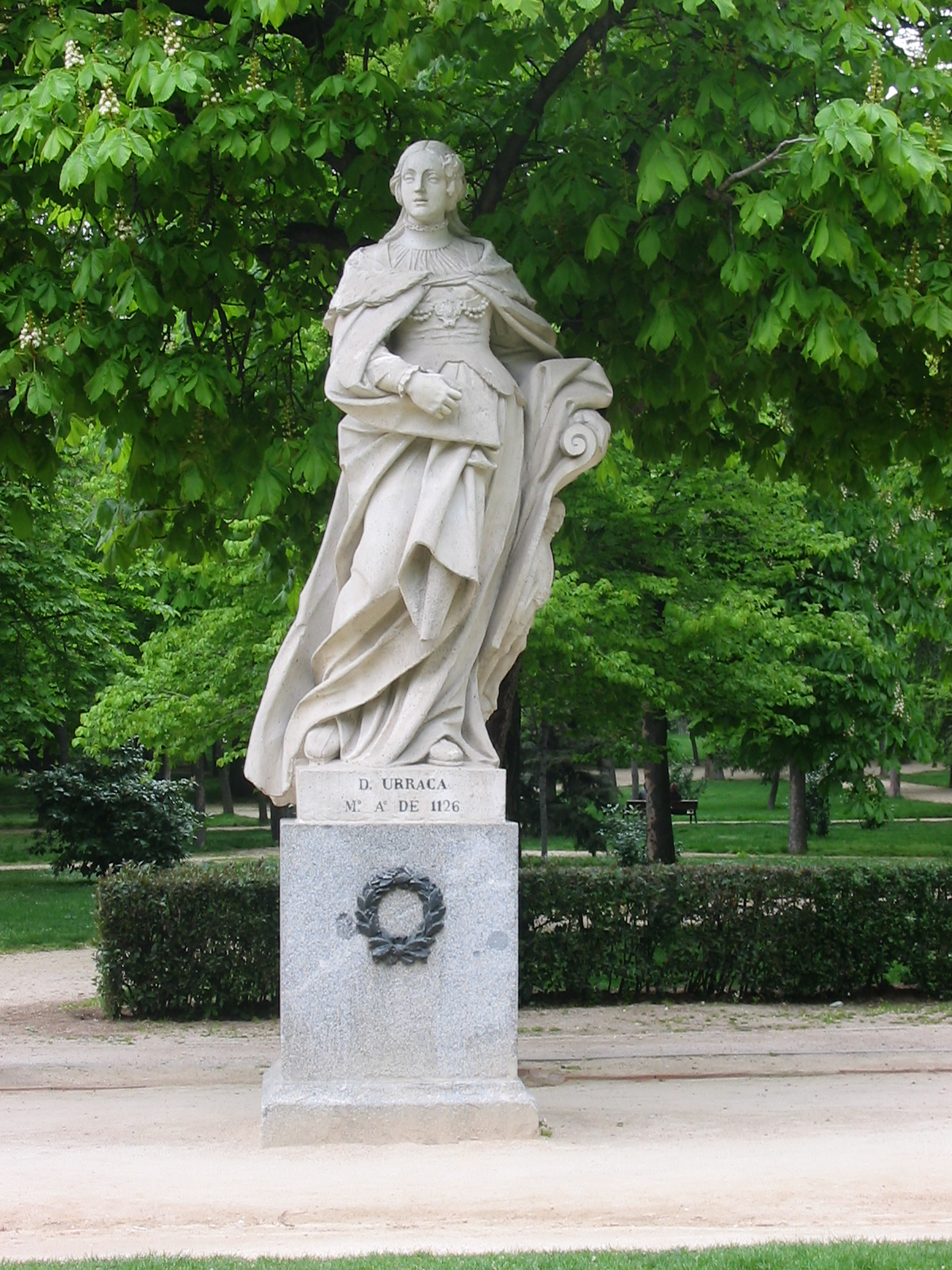
Urraca
Staty i Retiroparken, Madrid

Urraca av León och Kastilien, född i april 1079, död 8 mars 1126, var monark, regerande drottning av Kastilien och León mellan 1109 och 1126, och av Galicien mellan 1109 och 1111. Urraca hade formellt titeln kejsarinna av Spanien och Galicien. Hon var även icke regerande drottning av Aragonien och Navarra som gift med kung Alfons I av Aragonien och Navarra.  

## Biografi

### Bakgrund
Hon var äldsta barnet till kung Alfons VI av Kastilien och Constance av Burgund. 
Urraca var i egenskap av sin fars äldsta legitima barn hans presumtiva tronarvinge från födseln. Detta var dock inte offentligen förklarat utan bara underförstått. 
Hennes politiska betydelse som underförstådd tronarvinge gjorde att hon tidigt blev en viktig part på den dynastiska äktenskapsmarknaden. Hon gifte sig vid åtta års ålder, 1087, med legosoldaten och äventyraren greve Raymond av Burgund (död 1107). Äktenskapet arrangerades av fadern för att locka allierade utanför den pyreneiska halvön. Hon placerades först under beskydd och vårdnad av en adelsman och levde inte med sin make: äktenskapet fullbordades troligen 1092, då hon var 13 år, eftersom det är dokumenterat att hon fick en dödsfödsel året därpå, vid fjorton års ålder. Hon fick sedan en dotter, och år 1105 födde hon en överlevande son, den blivande Alfonso VII. 
I maj 1107 utsåg hennes far sin utomäktenskaplige son Sancho, Urracas halvbror, till tronarvinge. Strax därefter avled Urracas make. År 1108 dog Sancho i Slaget vid Uclés. Urracas far sammankallade då adeln i Toledo och lät offentligt förklara Urraca för sin tronarvinge. Adeln gick med på saken på villkor att hon gifte om sig. Hennes far trolovade henne då med kung Alfons I av Aragonien och Navarra. Syftet var att få till stånd en förening mellan Kastilien och Aragonien. 

### Regering
Den 1 juli 1109 avled Urracas far kung Alfons VI, och hon efterträdde honom som Kastiliens monark. Hon blev Kastiliens första erkända regerande drottning, och det kristna Europas första regerande drottning. 
Vid den här tidpunkten var äktenskapsförhandlingarna med kung Alfons I av Aragonien-Navarra fortfarande inte avslutade. Urraca tvekade att fullfölja äktenskapet, då hon ogillade Alfons krav. Hon fick medhåll av en del av adeln, som fruktade att Alfons I skulle försöka ta kontroll över henne och Kastilien efter giftermålet, medan en annan del av det kungliga rådet uppmanade henne att ära sin fars önskan. Det skeptiska partiet i rådet ändrade mening då de blev övertygade om att Urracas svåger greve Henrik av Portugal skulle ta över tronen vid ett maktvakuum. Urraca gick då med på att fullfölja äktenskapet. 
Giftermålet mellan Urraca och kung Alfons I av Aragonien och Navarra ägde rum i oktober 1109. Äktenskapsalliansen mellan Urraca och Alfonso ledde till uppror i Galicien, och intriger iscensatta av hennes utomäktenskapliga halvsyster Teresa av Leon och dennas make Henrik av Portugal. Oppositionen samlades även kring hennes son. 
Urraca anklagade sin make för övergrepp, och separerade från honom 1110. Hon ifrågasatte bland annat hans avrättning av en rebell som hon hade tänkt benåda. Aragonien förklarade då krig mot Kastilien i allians med Portugal. Kriget kulminerade i Slaget vid Candespina 1111, där Urracas främste anhängare och älskare greve Gómez González stupade. 
Alfons I försökte med vapenmakt att driva igenom ett erkännande av de rättigheter som hade tillkommit honom genom giftermålet och adelns val. Urraca togs till fånga och spärrades in i Castellar i Aragonien. Hon lyckades fly, och fick den kastilianska adeln på sin sida. Äktenskapet upplöstes i praktiken år 1111 (formell bekräftelse följde 1114). 
Urraca lät 1111 utropa sonen i sitt första gifte till kung av ett av sina riken: Galicien. Genom sin älskare greve Pedro González av Lara förde hon styrelsen i Galicien under sonens minderårighet. I de övriga riksdelarna behöll hon ensam makten som monark i eget namn. 
Vid freden 1112 annullerades offentligt Urracas och Alfons äktenskap och Asturien, Leon och Galicien säkrades under hennes kontroll. Hennes fortsatta politik riktade sig mot att återfå den del av Kastilien som ockuperades av Aragonien, Zamora och Extremadura som ockuperats av Portugal, samt fortsätta Kastiliens expansion på muslimskt territorium. 
Greven av Lara störtades av adeln och Urracas försök att med vapenmakt hålla sig kvar vid styrelsen misslyckades. Hon besegrades och sattes i fängsligt förvar i Saldanha, där hon avled i barnsäng den 8 mars 1126. 